# Gens Nòvia
La gens Nòvia (en llatí Novia gens) va ser una gens romana d'origen plebeu que va tenir una importància secundària.
Les persones amb aquest nom es mencionen per primera vegada al segle i aC a la part final de la república, i cap dels seus membres va arribar a la més alta magistratura de l'estat fins a l'imperi, concretament l'any 78 quan va ser nomenat cònsol Dècim Novi Prisc junt amb Luci Ceioni Còmmode.